# 5025 Mecisteus
5025 Mecisteus è un asteroide troiano di Giove del campo greco. Scoperto nel 1986, presenta un'orbita caratterizzata da un semiasse maggiore pari a 5,1936899 au e da un'eccentricità di 0,0762385, inclinata di 11,02974° rispetto all'eclittica.
L'asteroide è dedicato al guerriero acheo Mecisteo.